# La llum interior
"La llum interior" (títol original en anglès "The Inner Light")  és el 25è episodi de la cinquena temporada, de la sèrie de televisió de ciència-ficció estatunidenca Star Trek: La nova generació i el 125è de tota la sèrie. Es va emetre originalment l'1 de juny de 1992 en redifusió als Estats Units. L'episodi va ser escrit per l'escriptor independent Morgan Gendel basat en la seva idea original. Va ser inspirat en part per la cançó dels Beatles "The Inner Light", escrita per George Harrison i basada en versos del Daodejing. Gendel és acreditat com a escriptor de la història i coescriptor de la sèrie per a televisió amb Peter Allan Fields. Fou dirigit per Peter Lauritson.
Ambientada al segle XXIV, la sèrie segueix les aventures de la tripulació de la nau de la Flota Estel·lar de la Federació Enterprise-D sota el comandament del capità Jean-Luc Picard. En aquest episodi, el capità Jean-Luc Picard (Patrick Stewart) queda inconscient per un raig d'energia d'una sonda alienígena. Mentre que només passen 25 minuts per a la resta de la tripulació entre que Picard perd el coneixement i que finalment recupera la consciència al pont de l'Enterprise, la sonda fa que Picard experimenti 40 anys de vida com a Kamin, un científic humanoide el planeta del qual està amenaçat per la nova del seu sol. Més tard es descobreix que la sonda conté una flauta, que Picard guarda com a record.
L'episodi és àmpliament considerat per la crítica i els fans com un dels millors episodis de tota la franquícia Star Trek. El 1993, "La llum interior" va guanyar el Premi Hugo a la millor representació dramàtica. La melodia de la flauta, que apareix de manera destacada a l'episodi, va ser composta per Jay Chattaway i des de llavors ha estat rearranjada per a una orquestra completa. L'episodi també ha estat citat com un dels favorits pels membres del repartiment i l'equip de la sèrie, i és un dels preferits dels fans, fins i tot  la flauta d'atrezzo de l'episodi es va subhastar a Christie's.

## Argument
A la data estel·lar 45944.1, l'Enterprise-D acaba un estudi d'ones magnètiques del sistema Parvenium i troba una sonda desconeguda. El dispositiu escaneja ràpidament la nau i dirigeix un feix d'energia al Capità Picard, que es desperta i es troba a Kataan, un planeta que no pertany a la Federació. Una dona, l'Eline, li diu a Picard que ell és Kamin, un teixidor de ferro que es recupera d'una febre, i que ella és la seva esposa. Picard parla de la seva vida a l' "Enterprise", però l'Eline i el seu amic íntim Batai convencen a Picard que els seus records només eren somnis febrils. Picard comença a viure la seva vida com a Kamin al seu poble, Ressik, tenint fills amb l'Eline i aprenent a tocar la flauta. Kamin passa molt de temps a l'aire lliure i amb el seu telescopi Dobson estudiant la natura. A mesura que passen els anys, comença a notar que la radiació del sol del planeta està augmentant, causant una sequera. Envia informes als líders del planeta, que semblen ignorar les seves preocupacions.
A l' "Enterprise", la tripulació continua intentant reanimar Picard. Intenten bloquejar la influència de la sonda, però Picard gairebé mor, per la qual cosa es veuen obligats a deixar que continuï. Tracen la trajectòria del coet fins a un sistema el sol del qual va entrar en nova 1.000 anys abans, cosa que va extingir la vida al sistema.
Passen els anys i Kamin sobreviu a Eline i Batai. Kamin i la seva filla Meribor continuen el seu estudi de la sequera. Descobreixen que no és temporal; l'extinció de la vida al planeta és inevitable. Kamin s'enfronta a un funcionari del govern que li admet en privat que ja ho saben però ho mantenen en secret per evitar el pànic. El funcionari assenyala seriosament a Kamin que fa poc que han llançat satèl·lits artificials utilitzant coets primitius: la seva raça simplement no posseeix la tecnologia per evacuar persones abans que el seu planeta esdevingui inhabitable.
Un dia, mentre juga amb el seu net, els seus fills adults convoquen Kamin per veure el llançament d'un coet, que tothom sembla conèixer excepte ell. Mentre surt a la llum nova enlluernadora, Kamin veu l'Eline i el Batai, tan joves com quan els va veure per primera vegada. Expliquen que ja ha vist el coet, just abans d'arribar-hi. Sabent que el seu planeta estava condemnat, els líders del planeta van col·locar records de la seva societat en una sonda i la van llançar a l'espai, amb l'esperança que trobés algú que pogués parlar als altres sobre la seva espècie. Picard s'adona del context: "Oh, sóc jo, oi?", diu, "Sóc l'algú... Sóc el que troba", adonant-se que Kamin era l'avatar que van triar per representar la seva raça.
En Picard es desperta al pont de l' "Enterprise" i descobreix que, tot i que ell percebia que havien passat moltes dècades, només han passat 25 minuts. La sonda s'atura i és portada a bord de l' "Enterprise". A dins, la tripulació troba una petita caixa. En Riker dóna la caixa a Picard, que l'obre per trobar la flauta d'en Kamin. En Picard, ara expert en l'instrument, toca una melodia que va aprendre durant la seva vida com a Kamin.

## Repartiment i doblatge al català
La sèrie va ser doblada al català pels estudis Tramontana (primera part) i Soundtrack (segona part) i emesa a TV3 l’any 1991. Els dobladors de l'episodi foren:
| Personatge           | Actor/actriu    | Veu en català      |
| -------------------- | --------------- | ------------------ |
| Jean-Luc Picard      | Patrick Stewart | Joan Crosas        |
| William Riker        | Jonathan Frakes | Antoni Forteza     |
| Data                 | Brent Spinner   | Joaquim Sota       |
| Geordi La Forge      | LeVar Burton    | Aleix Estadella    |
| Worf                 | Michael Dorn    | Enric Arquimbau    |
| Beverly Crusher      | Gates McFadden  | Aurora Garcia      |
| Deanna Troi          | Marina Sirtis   | Victòria Pagès     |
| Eline                | Margot Rose     | Pilar Rubiella     |
| Batai                | Richard Riehle  | Jordi Vilaseca     |
| Administrador Ressik | Scott Jaeck     | Pep Ribas          |
| Alyssa Ogawa         | Patty Yasutake  | Maria Josep Guasch |
| Batai jove           | Daniel Steward  | Francesc Figuerola |
| Meribor              | Jennifer Nash   | Núria Domènech     |

## Títol
Morgan Gendel va anomenar l'episodi en honor a "The Inner Light", una cançó escrita per George Harrison i publicada pels Beatles com a cara B del seu senzill de 1968 "Lady Madonna". La lletra de la cançó de Harrison es basava en el capítol 47 del Daodejing, que diu:
| « | Sense sortir per la porta, hom entén (tot el que passa) sota el cel; sense mirar des de la finestra, veu el Tao del Cel. Com més lluny s'allunya un (de si mateix), menys sap. Per tant, els savis van obtenir el seu coneixement sense viatjar; van donar els seus noms (correctes) a les coses sense veure-les; i van aconseguir els seus objectius sense cap propòsit de fer-ho. | » |

Segons Gendel, la cançó "capturava el tema de la sèrie: que Picard va experimentar tota una vida de records al seu cap".

## La flauta ressikana

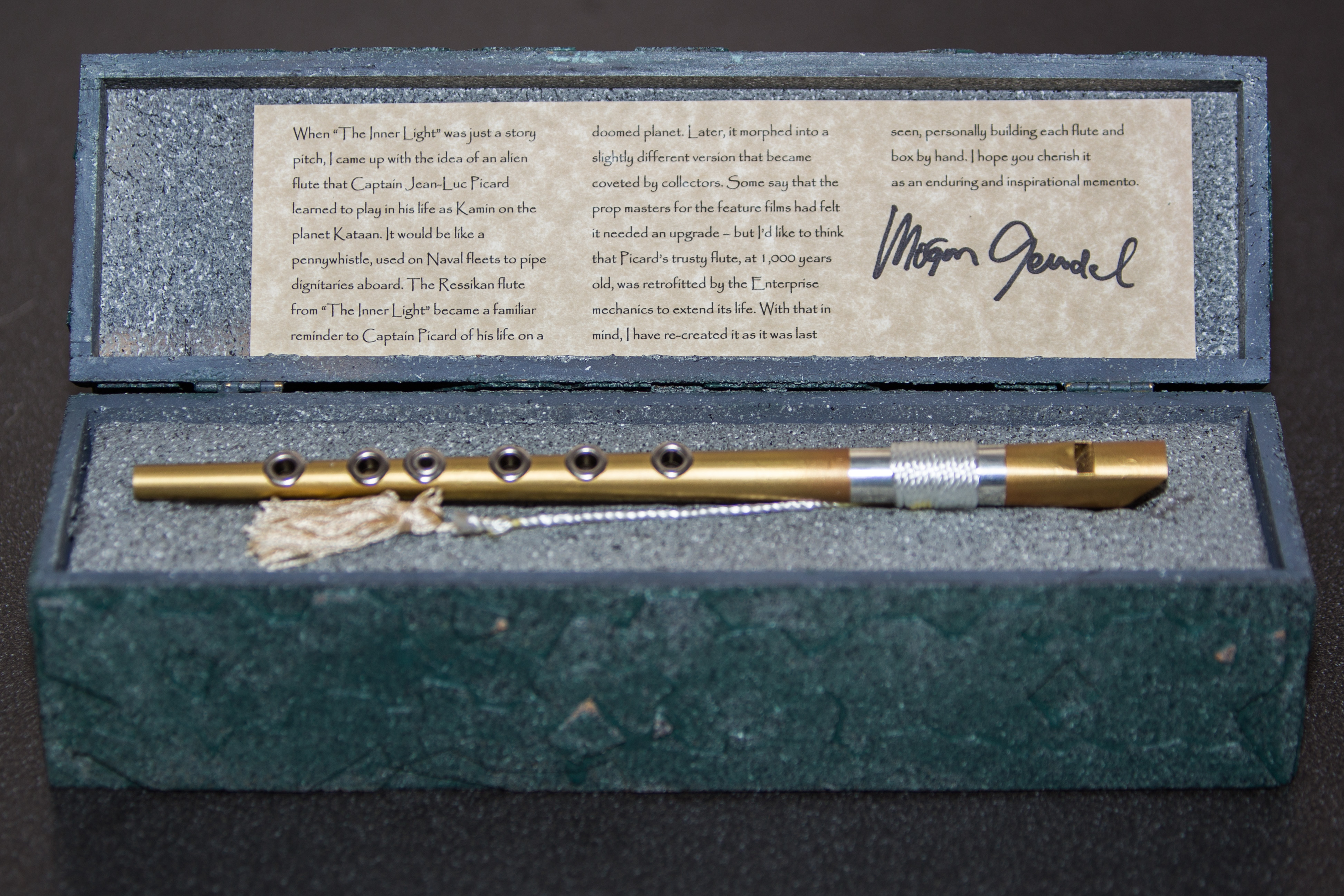
Rèplica de flauta ressikana per Morgan Gendel

La flauta ressikana de llautó s'assembla i té un so similar a una flauta britànica o whistle. Es considera un recordatori durador de la vida virtual de Picard al planeta durant la resta de la sèrie. La flauta de Picard es podia veure ocasionalment a la seva caixa sobre el seu escriptori. Té un paper a l'episodi "Lliçons" on Picard desenvolupa una relació romàntica amb una cartògrafa estel·lar assignada a l' Enterprise, Nella Daren, una pianista consumada que fomenta el seu costat musical i amb qui interpreta una versió a duet del tema "Inner Light". Al començament de la sisena temporada, una escena mostra Picard practicant Mozart amb la flauta al principi de "Un grapat de Dates". Més tard apareix en una escena eliminada de Star Trek: Nemesis; el tinent comandant Data l'agafa i l'examina mentre parla de la vida humana amb Picard. La ubicació original d'aquesta escena havia de ser immediatament després de la cerimònia de casament que es mostra al principi de la pel·lícula. L'aparició més recent de la flauta és a Star Trek: Picard, en què Picard recull i observa l'objecte entre les seves pertinences al seu château.
Un tema recurrent i senzill que Picard toca a la flauta es va desenvolupar posteriorment en una suite orquestral completa per al 30è aniversari de Star Trek. Una altra melodia que es va sentir a la flauta a "The Inner Light" es va incorporar al tema d'obertura de Star Trek: Picard.
Del 5 al 7 d'octubre de 2006, la flauta ressikana, dins la senzilla caixa d'emmagatzematge que es veu a l'episodi, va ser un dels articles licitats a la subhasta de l'estudi oficial a Christie's de records de "Star Trek". La flauta d'atrezzo, que en realitat no es pot tocar, es va estimar originalment que tindria un preu de venda de 300 dòlars (equivalents a 468 el 2024), i es va pensar que era un possible article per a "[f]ans amb pressupostos més modestos", tot i que els directors de la subhasta van admetre que les seves estimacions per a molts articles no "tenien en compte la fúria emocional generada al voltant d'aquest tipus de material". L'estimació es va augmentar posteriorment a 800–1.200 dòlars al lloc web de Christie's. En els dies anteriors a la subhasta, Denise Okuda, exartista escènica i supervisora de vídeo de Trek, així com coautora del catàleg de la subhasta, va dir: "Aquest és l'article que la gent diu que realment ha de tenir, perquè és tan icònic per a un episodi molt estimat". L'oferta final per la flauta a la subhasta va ser de 40.000 dòlars. Incloent-hi la comissió addicional del 20% que Christie's va cobrar per tots els articles al guanyador de la licitació, el preu total de la flauta va ser de 48.000 dòlars (equivalent a $74.868 el 2024).
El 29 de juny de 2021, la flauta ressikana i la caixa d'emmagatzematge, juntament amb un guió de l'episodi amb fotos de continuïtat del vestuari i notes escrites a mà, es van subhastar durant una subhasta d'objectes de col·lecció de Prop Store, amb una estimació prèvia a la subhasta de fins a 70.000 dòlars (equivalent a $81,200 el 2024); El conjunt fou venut per 190.000 dòlars (equivalent a 220,473 dòlars el 2024).

## Recepció de la crítica
Aquest episodi és l'episodi preferit de l'actor Patrick Stewart, que va interpretar el capità Jean-Luc Picard. La guionista de Star Trek Susan Sackett assenyala que també és el seu episodi preferit, tot i que no és un que ella hagi escrit.
El 2011, va classificar "La llum interior" com el vuitè millor episodi de totes les (aleshores) sis sèries de televisió de la franquícia Star Trek.
El 2015, The Hollywood Reporter va destacar la presentació d'aquest episodi de Picard recordant la seva vida de sonda i tocant tranquil·lament la flauta ressikana a la seva cabana, classificant-lo com el cinquè moment "més impressionant" de Star Trek: La nova generació.
El 2016, coincidint amb el 50è aniversari de el primer episodi de la història de la franquícia «Star Trek», «La llum interior» va rebre un gran reconeixement dins del conjunt de 725 episodis en 30 temporades de les sis primeres sèries de televisió de la franquícia emeses aleshores:
- The Hollywood Reporter el va classificar com el quart millor episodi de «Star Trek».[18]
- Empire el va classificar com el desè millor episodi de Star Trek.[19]
- Radio Times va dir que Picard tocant la flauta al final de l'episodi, havent experimentat l'amorosa vida familiar de Kamin, va mostrar com "[m]ai el capità obedient no havia tingut tan aspecte solitari", classificant-la com la sisena escena més gran de la història de la televisió de Star Trek.[20]

El 2017:
- Variety el va classificar com el millor episodi de Star Trek: La nova generació.[21]
- Nerdist va classificar aquest com el segon millor episodi de Star Trek: La nova generació.[22]
- Screen Rant el va qualificar com el segon episodi més romàntic de Star Trek, per la relació entre els personatges de Picard (com a Kamin) i Eline.[23]
- Fatherly va classificar aquest com un dels 10 millors episodis de Star Trek per a nens.[24]
- Den of Geek el va classificar com un dels 25 episodis "imprescindibles" de Star Trek: la nova generació.[25]
- Vulture va classificar aquest com un dels millors episodis de Star Trek: La nova generació.[26]

El 2018:
- Popular Mechanics lel va classificar com un dels 12 millors episodis del personatge de Picard, i també qualifica el clímax com "un dels girs més impressionants de qualsevol guió de Star Trek".[27]
- Syfy.com va assenyalar el solo de flauta, compost per Jay Chattaway, com una de les peces musicals més famoses de Star Trek.[28]

El 2019:
- Screen Rant a classificar "La llum interior" com un dels deu episodis més importants per veure en preparació per a la sèrie Star Trek: Picard.[29]
- The Hollywood Reporter va incloure aquest entre els 25 millors episodis de Star Trek: La nova generació.[30]

El 2020:
- Classificat com el millor episodi de Star Trek a Episode Hive per 8.500 votants[31]
- The Digital Fix va dir que aquest era el segon millor episodi de "Star Trek: La nova generació", qualificant-lo de "narrativa rica i poderosa" i lloant l'actuació de Patrick Stewart com a Picard que s'enfronta a una experiència fora de la seva feina habitual de capità de nau espacial.[32]

El 2021, Robert Vaux, escrivint per a CBR, va destacar aquest episodi entre un trio d'episodis de la cinquena temporada (juntament amb "La parella perfecta" i "Darmok") en què Patrick Stewart va brillar. Assenyala que l'episodi és "àmpliament citat com un dels millors episodis de Trek de qualsevol tipus".

## Premis i nominacions
Aquest episodi va guanyar el Premi Hugo de 1993 a la Millor presentació dramàtica. El premi es va lliurar a la Worldcon de San Francisco. "La llum interior" va ser el primer programa de televisió a rebre aquest homenatge des de l'episodi de Star Trek original "La ciutat a la frontera del futur" que va guanyar el 1968. Els altres episodis guanyadors del premi Hugo de Star Trek són dos episodis diferents en dues parts, "El zoo" de la sèrie original i el final de La nova generació "Totes les coses bones...".
L'episodi va ser nominat als 45a edició dels Premis Emmy al Millor assoliment individual en maquillatge per a una sèrie, però va perdre contra "Captive Pursuit" de Star Trek: Deep Space Nine.

## Mitjans domèstics
Es va publicar un DVD com a part de The Best of Star Trek: The Next Generation – Volume 2 el 17 de novembre de 2009 als Estats Units.